# Sewall Green Wright
Sewall Green Wright (21 de diciembre de 1889-3 de marzo de 1988) fue un genetista estadounidense conocido por su influyente trabajo en teoría evolutiva. Sus artículos sobre endogamia, sistemas de apareamiento y deriva genética lo convirtieron en uno de los principales fundadores de la genética poblacional, junto con Ronald Fisher y J.B.S. Haldane.

## Obra
Wright fue el creador del coeficiente de endogamia, una herramienta estándar en la genética de poblaciones. Fue el principal artífice de la teoría matemática de la deriva genética, los cambios estocásticos acumulativos en las frecuencias génicas que surgen del número aleatorio de nacimientos y muertes y de las segregaciones mendelianas en la reproducción.

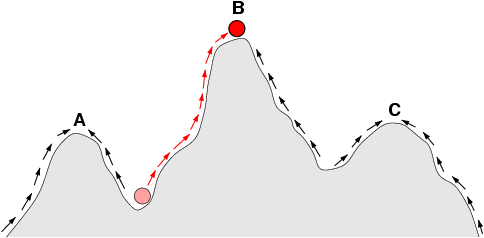
Paisaje adaptativo.

Para Wright, los procesos adaptativos son resultado de la interacción entre la deriva genética y las otras fuerzas evolutivas. Para ilustrarlo, describió la relación entre genotipo o fenotipo y aptitud biológica en términos de superficies o paisajes adaptativos: en el eje vertical se sitúa la trama de picos adaptativos, mientras en el eje horizontal se representan las frecuencias de los alelos o el promedio de fenotipos de la población. La selección natural conduciría a la población a escalar el pico más cercano, mientras que la deriva genética, también conocido como el «efecto Sewall Wright» causaría un deambular aleatorio por el paisaje.
Según Wright, los organismos procuran ocupar óptimos locales o picos adaptativos. Para evolucionar a otro pico más alto, las especies tendrán primero que pasar por un valle de estadios intermedios menos adaptativos. Esto puede suceder por deriva genética si la población es suficientemente pequeña. Si una especie estuviera dividida en pequeñas poblaciones, algunas podrían encontrar picos más altos. Si hubiera algún flujo de genes entre las poblaciones, estas adaptaciones podrían expandirse al resto de las especies.

## Algunas publicaciones
- Wright, Sewall (1915). Studies on inheritance in Guinea pigs. Editor Harvard University

### Libros
- Wright, Sewall (1984). Evolution and the Genetics of Populations: Genetics and Biometric Foundations v. 1 (Genetic & Biometric Foundations); New Edition. University of Chicago Press. ISBN 0-226-91038-5
- Wright, Sewall (1984). Evolution and the Genetics of Populations: Genetics and Biometric Foundations v. 2 (Theory of Gene Frequencies); New Edition. University of Chicago Press. ISBN 0-226-91039-3
- Wright, Sewall (1984). Evolution and the Genetics of Populations: Genetics and Biometric Foundations v. 3 (Experimental Results and Evolutionary Deductions); New Edition. University of Chicago Press. ISBN 0-226-91040-7
- Wright, Sewall (1984). Evolution and the Genetics of Populations: Genetics and Biometric Foundations v. 4 (Variability within and Among Natural Populations); New Edition. University of Chicago Press. ISBN 0-226-91041-5